# Xã Douglas, Quận Harrison, Iowa
Xã Douglas (tiếng Anh: Douglas Township) là một xã thuộc quận Harrison, tiểu bang Iowa, Hoa Kỳ. Năm 2010, dân số của xã này là 193 người.